# Fritz Weber (Wirtschaftshistoriker)
Fritz Weber (* 22. Februar 1947 in Knittelfeld in der Obersteiermark; † 13. Mai 2020 in Wien), als Autor im Kulturbereich auch unter dem Namen Derek Weber bekannt, war ein österreichischer Wirtschaftshistoriker und Kulturkritiker. Schwerpunkte seiner Tätigkeit waren einerseits Forschungen auf dem Gebiet der Wirtschaftsgeschichte des 20. Jahrhunderts, anderseits die Arbeit als Musikkritiker und Dramaturg.

## Leben
Weber begann 1967 ein Studium der Geschichte und Germanistik an der Universität Graz und setzte es fort an der Ruhr-Universität Bochum und an der Universität Salzburg. Anfang 1977 promovierte er mit einer zeitgeschichtlichen Dissertation zum Dr. phil. im Fach Geschichte.
Ab 1973 arbeitete er als wissenschaftlicher Mitarbeiter von Eduard März für die österreichische Creditanstalt, betreute deren historisches Archiv und wirkte maßgeblich an der Erstellung und Publikation der Geschichte der Bank mit. 1989/90 war er Jean Monnet-Fellow am Europäischen Hochschulinstitut in San Domenico di Fiesole. 1991/92 koordinierte Weber ein Forschungsprojekt beim Jubiläumsfonds der Oesterreichischen Nationalbank zum Thema Wirtschaftspolitik in der Ära Kreisky. 1992 erfolgte die Habilitation mit einer Arbeit über die Krise des Bankwesens in Österreich in der Zwischenkriegszeit und die Ernennung zum Universitäts-Dozenten an der Universität Salzburg.
- Weber hat an mehreren historischen Ausstellungen mitgearbeitet. Für die Österreichische Historikerkommission leitete er eine Forschungsgruppe zur Arisierung der österreichischen Wirtschaft in der Zeit des Nationalsozialismus. Danach verfasste er für die Oesterreichische Nationalbank eine Studie über die Geschichte der Nationalbank bzw. der Reichsbankhauptstelle Wien der Deutschen Reichsbank in der Zeit von 1938 bis 1975. Er hat mehrere Bücher verfasst und herausgegeben.

Seit 1983 nahm Weber verschiedene Lehraufträge an österreichischen Universitäten wahr. Ab 1992 konzentrierte er sich auf die Lehrtätigkeit an der Universität Wien, der Universität Salzburg und an der Wirtschaftsuniversität Wien.
Neben seinen wissenschaftlichen Aktivitäten betätigte er sich auch als Musikkritiker, vor allem für die Salzburger Nachrichten und als Operndramaturg bei verschiedenen europäischen Opernfestivals und an europäischen Opernhäusern. Er übersetzte und bearbeitete Opernlibretti. In diesen Bereichen zeichnete er in der Regel als Derek Weber.
Weber verstarb in der Nacht von 13. auf 14. Mai 2020; er war zuletzt auch an COVID-19 erkrankt.

## Schriften (Auswahl)
- Vor dem großen Krach. Österreichs Bankwesen der Zwischenkriegszeit am Beispiel der Credit-Anstalt für Handel und Gewerbe,  Böhlau Verlag, Wien, Köln, Weimar 2016, ISBN 978-3-205-78790-7.
- Die Geschichte der Oesterreichischen Nationalbank von 1983 bis 1979, Wien 2019, ISBN 978-3-200-06375-4.